# Almesåkra socken
Almesåkra socken i Småland ingick i Västra härad (och före 1886 del i Tveta härad) i Njudung, ingår sedan 1971 i Nässjö kommun i Jönköpings län och motsvarar från 2016 Almesåkra distrikt.
Socknens areal är 65 kvadratkilometer, varav land 58,72. Antal invånare i distriktet är 206  (31 december 2022). Sockenkyrkan Almesåkra kyrka ligger i socknen. 

## Administrativ historik
Almesåkra socken har medeltida ursprung.
Före 1886 hörde till Tveta härad 1 1/2 mantal, nämligen 1/4 mantal Knutsnäs och 1 1/4 mantal Toranäs med Kråkenäs, upptagna i jordeboken för Nässjö socken. Till Västra härad hörde 15 mantal, varav 1/8 mantal Bänkaryd och 1/4 mantal Fänningaryd i jordeboken upptogs inom Malmbäcks socken. 
Vid kommunreformen 1862 övergick socknens ansvar för de kyrkliga frågorna till Almesåkra församling och för de borgerliga frågorna till Almesåkra landskommun. Denna senare inkorporerades 1952 i Malmbäcks landskommun som sedan 1971 uppgick  i Nässjö kommun.
1 januari 2016 inrättades distriktet Almesåkra, med samma omfattning som församlingen hade 1999/2000.  
Socknen har tillhört samma fögderier och domsagor som Västra härad. De indelta soldaterna tillhörde Jönköpings regemente, Västra härads kompani och Smålands grenadjärkår, Livkompaniet.

## Geografi
Almesåkra socken ligger sydsydväst om Nässjö på vattendelaren mellan Lagan, Emån och Huskvarnaån. Socken är höglänt som vid Huluberget når 364 meter över havet och där ger milsvid utsikt. Där finns också stora mossmarker.

## Fornlämningar

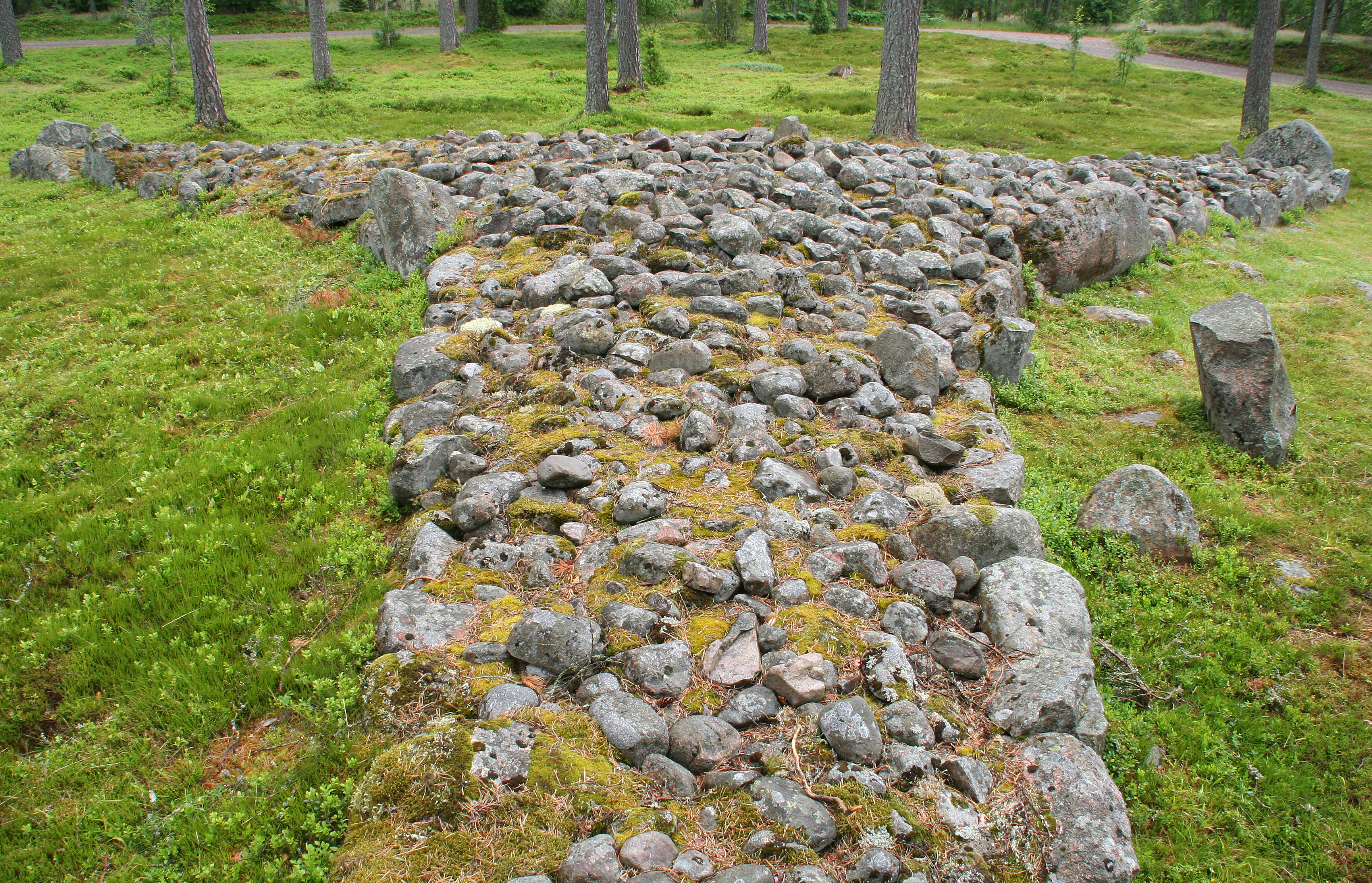
Torsa stenar

Några gravrösen från bronsåldern och äldre järnåldern finns här och gravfältet Torsa stenar.

## Namnet
Namnet (1337 Almarsaker), taget från kyrkbyn, innehåller som förled troligen mansamnet Almar, efterleden åker.

### Fotnoter
1. 1 2 3  Svensk Uppslagsbok Almesåkra socken
2. ↑  Statistikdatabasen : Folkmängd per distrikt, landskap, landsdel eller riket efter kön. År 2015–2022, SCB, läs online.[källa från Wikidata]
3. ↑  Harlén, Hans; Harlén Eivy (2003). Sverige från A till Ö: geografisk-historisk uppslagsbok. Stockholm: Kommentus. Libris 9337075. ISBN 91-7345-139-8
4. ↑  Administrativ historik för Almesåkra socken (Klicka på församlingsposten). Källa: Nationella arkivdatabasen, Riksarkivet.
5. ↑  Indelta soldater, torp och rotar i Jönköpings län Arkiverad 24 januari 2012 hämtat från the Wayback Machine. Jönköpingsbygdens Genealogiska Förening
6. 1 2  Sjögren, Otto (1931). Sverige geografisk beskrivning del 2 Östergötlands, Jönköpings, Kronobergs, Kalmar och Gotlands län. Stockholm: Wahlström & Widstrand. Libris 9939
7. 1 2 3  Nationalencyklopedin
8. ↑  Fornlämningar, Statens historiska museum: Almesåkra socken
9. ↑  Fornminnesregistret, Riksantikvarieämbetet: Almesåkra socken Fornminnen i socknen erhålls på kartan genom att skriva in sockennamn (utan "socken") i "Ange geografiskt område"